# Compterosmittia tuberculifera
Compterosmittia tuberculifera är en tvåvingeart som först beskrevs av Tokunaga 1964.  Compterosmittia tuberculifera ingår i släktet Compterosmittia och familjen fjädermyggor. Inga underarter finns listade i Catalogue of Life.